# Evania unipunctata
Evania unipunctata är en stekelart som beskrevs av Joseph 1952. Evania unipunctata ingår i släktet Evania och familjen hungersteklar. Inga underarter finns listade i Catalogue of Life.